# Náufragos – Gestrandet
Náufragos – Gestrandet (Originaltitel: Stranded: Náufragos) ist ein in englischer Sprache gedrehter spanischer Science-Fiction-Film aus dem Jahr 2001, der die erste bemannte Landung auf dem Planeten Mars zum Thema hat.

## Handlung
Mit einer siebenköpfigen Crew unter dem Kommando von Andre Vishniac erreicht 2020 das Raumschiff Ares den Marsorbit. Sechs der Astronauten unternehmen einen Landungsversuch, während der Pilot des Raumschiffes, Lowell, an Bord der Ares bleibt. Die Landekapsel versagt aus technischen Gründen und stürzt ab. Vishniac kommt zu Tode, die restlichen fünf Astronauten überleben das Unglück. Lowell kann seine Kameraden nicht zurückholen und kehrt zur Erde zurück. Allerdings wird es 26 Monate dauern, bis eine Rettungsmission den Mars erreichen kann. Die Vorräte der fünf Überlebenden reichen jedoch nur für ein Jahr.
Da Wasser- und Luftaufbereitung elektrisch betrieben werden, müssen die Astronauten einen Weg finden, wie sie den Generator ans Laufen bekommen. Da die Landekapsel nicht repariert werden kann, plant der Geologe Sagan mit Hilfe des überschüssigen Treibstoffes einen improvisierten Reaktor anzutreiben, der Methan und Wasserdampf produzieren soll. Doch der Tank der Kapsel und auch die Antriebsraketen sind zerstört.
Alle Berechnungen der Crew ergeben, dass man maximal 14 Monate auf dem Mars überleben kann. Die einzige Möglichkeit auf Rettung besteht nach Ansicht der Crew darin, dass mit den Vorräten nur zwei der Astronauten die 26 Monate überleben können. Sánchez, die neue Kommandantin, entscheidet, dass sie selber sowie Sagan und Rodrigo die Crew verlassen und Baglioni und Johnson die Rettung ermöglichen. Sie begründet ihre Entscheidung damit, dass diese drei nicht die notwendigen Kenntnisse haben, um der Mannschaft zu nutzen.
Sánchez, Sagan und Rodrigo steigen in ihre Raumanzüge und verlassen die Landekapsel.  Sie begeben sich zum Valles Marineris in dessen Nähe der Absturz stattfand. Radarmessungen zeigen eine labyrinthartige Struktur unter einer Dampfwolke innerhalb des Grabenbruchs. Das Gebilde erscheint künstlich zu sein und ähnelt einem weiteren Gebilde in der Nähe des Mars-Südpols. Die drei Astronauten versuchen, den Grund des Grabens zu erreichen, bevor ihnen der Sauerstoff ausgeht.
Während Sagan während des Abstieges an Sauerstoffmangel stirbt, erreichen Rodrigo und Sánchez einen künstlich angelegten Tunnel. Sie finden dort mumifizierte Leichen von menschenähnlichen Außerirdischen. Sie erkennen, dass Druck und Sauerstoffgehalt in einigen der Tunnel erdähnlich sind. Jedoch betritt Rodrigo versehentlich einen der atmosphärelosen Tunnel und stirbt. Sánchez nimmt Verbindung zu Baglioni und Johnson auf, die zur gleichen Zeit entdecken, dass die Landekapsel Sauerstoff verliert. Sánchez kann die beiden zu sich lotsen, wo sie genug Wasser und Sauerstoff haben, um bis auf die Ankunft der Rettungsmission warten zu können.

## Kritiken
Das Lexikon des internationalen Films bezeichnet das Werk als „ruhig entwickeltes Science-Fiction-Drama, das die Psychologie der Protagonisten auszuloten versucht und dabei mit leicht philosophischen Versatzstücken durchsetzt ist. Der reizvoll ausgestattete Low-Budget-Film dokumentiert allerdings auch die mangelnde Erfahrung der Regisseurin, die ihren Ehrgeiz aber nur begrenzt umsetzen kann und den Figuren keine Überzeugungskraft verleiht“.

## Hintergrund
Der Film wurde am 24. September 2001 beim Internationalen Filmfestival von San Sebastián uraufgeführt. Der Kinostart in Spanien fand am 12. April 2002 statt. In Deutschland kam der Film direkt auf DVD am 2. Dezember 2003 in den Verleih. 
Außenaufnahmen wurden auf der Insel Lanzarote gedreht. Die Innenaufnahmen entstanden in den Studios von Panavision.

## Auszeichnungen
Vincent Gallo wurde beim Alcalá de Henares Short Film Festival mit dem Galeria-Award ausgezeichnet. Auch beim Fantafestival, einem Filmfestival des fantastischen Films in Italien, gewann Gallo in der Kategorie als bester Darsteller. Maria de Medeiros gewann als beste Darstellerin, María Lidón wurde mit dem Großen Preis in Silber geehrt.  Regisseurin Lidón bekam weitere Nominierungen beim Cinénygma, einem Filmfestival in Luxemburg, beim Fantasporto im portugiesischen Porto und beim Internationalen Festival des fantastischen Films im Schweizer Neuchâtel.